# Antoine Spire
Pour les articles homonymes, voir Spire.
 (janvier 2014).
Si vous disposez d'ouvrages ou d'articles de référence ou si vous connaissez des sites web de qualité traitant du thème abordé ici, merci de compléter l'article en donnant les références utiles à sa vérifiabilité et en les liant à la section « Notes et références ».
Antoine Spire, né à Paris le 31 mars 1946, est un journaliste de presse et de radio, un intellectuel et un éditeur français. Il a été directeur du département Recherche en sciences humaines de l'Institut national du cancer.
Il est par ailleurs animateur/coordonnateur de colloques et de rencontres culturelles nationales. Il est conseiller éditorial au journal Le Monde, Le Monde de l'éducation, journaliste à La Vie et collabore à différentes publications associatives.
Auteur de livres, il a également participé à de nombreux ouvrages de vulgarisation réalisés en collaboration avec des intellectuels parmi lesquels Pierre Bourdieu, Jacques Derrida, George Steiner, Edgar Morin.

## Biographie
Les parents d'Antoine Spire sont issus de vieilles familles juives françaises établies en Lorraine depuis des générations. Un aïeul se fit le narrateur de la Révolution française en écrivant Le Journal révolutionnaire d'Abraham Spire, récit des événements parisiens à l'intention de la communauté juive de Metz publié en 1989 par les éditions Verdier.
Son père, philosophe, considérant le judaïsme comme un carcan de rites et prescriptions archaïques, influencé peut-être par son amitié avec Simone Weil et la fréquentation de Gabriel Marcel, décide, à la fin des années 1930, de se convertir au catholicisme pour passer « du règne de la Loi au règne de l'Amour[réf. nécessaire]. » Pour Antoine Spire, né après la guerre, la conversion de son père, alors que montent les persécutions qui culminent sous Vichy, lui semble aujourd'hui un pénible mystère. Il n'a pas su, ou pas pu, poser les bonnes questions sur ce qui lui apparaît comme un reniement. Catholique convaincu dans sa jeunesse, il milite à la Jeunesse étudiante chrétienne. À la fin des années 1960, il anime avec Pierre Rosanvallon l'équipe parisienne de la JEC des classes préparatoires qui, entre autres actions, soutient l'enquête de Bourdieu sur les "héritiers". Plus tard seulement, et après avoir adhéré au communisme, il sera perplexe, il sondera cette « espèce de trou d'être, de vide culturel » qui lui a été légué et dont il s'est longtemps accommodé, avant de chercher ce qu'il pourrait lui-même transmettre à ses enfants.
Ancien élève des classes préparatoires au lycée privé Sainte-Geneviève (1963-1964) puis de l'École des hautes études commerciales de Paris (aujourd'hui appelée HEC), Antoine Spire obtient une maîtrise de sociologie en 1968. Il s'engage alors au Parti communiste pendant douze ans. Vers 1970, il est membre de la direction d'une section communiste d'Ivry-sur-Seine et directeur commercial des Éditions sociales, la maison d'édition du parti communiste. Il la quitte fin 1978, lors de l'affaire Fiszbin, pour des raisons de réorganisation de la maison d'édition du PC et pour des motifs de désaccord avec la politique poursuivie. Il devient alors directeur de la collection « J'écris ton nom... liberté » des Éditions du Seuil où s'expriment un certain nombre de communistes critiques.
De 1985 à 1987, il est rédacteur en chef culture au Matin de Paris. Depuis 1976, et durant 23 ans, il est journaliste à France Culture où il a, entre autres, produit et réalisé les émissions Voix du silence et Staccato. Il est mis à pied en 1999 par Laure Adler pour son « engagement idéologique ».
En 2000, Antoine Spire est nommément désigné par Renaud Camus dans son livre La Campagne de France : journal, 1994, comme un des « trop nombreux juifs » participant à l'émission Le Panorama de France Culture. Il s'est soudainement « senti épinglé comme un papillon », repéré et récusé ; d'où l'inquiétude qu'il exprime en écrivant L'Obsession des origines. « Depuis 1945, on n'osait plus trier ouvertement juifs et non juifs, compter ceux qui le sont, ceux qui ne le sont pas. » Cette affaire alimente un débat contradictoire durant quelques mois, générant livres et articles de presse[réf. souhaitée].
Antoine Spire a été professeur associé en communication à l'université de technologie de Compiègne de 2001 à 2004.
Avec le professeur David Khayat, il a publié une série de sept ouvrages autour du thème «Philosophie et Santé» (Éditions Le Bord de l'eau). Son livre, Dieu aime-t-il les malades ? Les religions monothéistes face à la maladie, reçoit le grand prix du MEDEC 2005.
En 2006, de profonds désaccords avec la Ligue des droits de l'homme lui font quitter cette association.
En juin 2007, il obtient, avec Romain Pomedio, une habilitation pour 29 h de programmes télévisés sur la TNT Île-de-France à partir de janvier 2008. Il y dirige l'émission de débats Tambour battant chaque vendredi à 22 h 30. Depuis la fin de l'année 2016, Tambour battant est diffusée tous les vendredis soir sur Demain TV (chaîne 31 de la TNT).
Antoine Spire dirige les collections « Clair et net » et « Penser les médias » (coédition Ina) des Éditions Le Bord de l'eau.
En 2020, il est élu président du PEN Club Français.

## Engagement politique
Installé à Ivry-sur-Seine, il anime régulièrement un « Café des idées » et milite au sein de la section locale du Parti socialiste.
Au second tour de l'élection présidentielle de 2012, il apporte publiquement son soutien à François Hollande.

## Publications
- La Bataille du livre, (avec J. P. Viala), Paris, Éditions sociales, 1976
- Profession permanent, Paris, Seuil, 1980
- La Culture des camarades (ouvr. collectif), Paris, Autrement, 1986
- La Délation (ouvr. collectif), Paris, Autrement, 1987
- Le Silence en héritage, Paris, Laffont, 1988
- Ces enfants qui nous manquent, Paris, Maren Sell, 1990
- L'Argent, pour une réhabilitation morale (ouvr. collectif), Paris, Autrement, 1992
- Après les grands soirs, Paris, Autrement, 1996,  (ISBN 2-86260-611-1)
- Paris impressions, Paris, Subervie, 1998
- La Barbarie de l'ignorance, entretien avec George Steiner, Latresne, Le Bord de l'eau, 1998
- Sur parole : entretien avec Jacques Derrida, Paris, l'Aube, 1999
- La Volonté de comprendre : entretien avec Jean-Pierre Vernant, Paris, l'Aube, 1999
- Reliances : entretien avec Edgar Morin, Paris, l'Aube, 2000
- Ce qui me hante, entretien avec George Steiner, Latresne, Le Bord de l'eau, 2000
- L'Obsession des origines, Paris, Verticales/Seuil, 2000 (ouvrage portant sur l'affaire Camus)
- Questions à Paris, avec Nicolas Martin, Latresne, Le Bord de l'eau, 2001
- « Philosophie et Santé » (7 ouvrages collectifs), Latresne, Le Bord de l'eau, 2001
- Au-delà des apparences, entretien avec Jacques Derrida, Latresne, Le Bord de l'eau, 2002
- La philosophie est essentielle à l'existence humaine, entretien avec Félix Guattari, Paris, l'Aube, 2002
- Si le monde  social m'est supportable […], entretien avec Pierre Bourdieu, Paris, l'Aube, 2002
- La Mémoire, avec Christian Derouesné, Paris, EDP Sciences, 2002
- L'Optimisme de la volonté, entretien avec Eric J. Hobsbawm, Latresne, Le Bord de l'eau, 2003
- Le Passant composé, dialogue avec Daniel Mesguich, Latresne, Le Bord de l'eau, 2004
- Dieu aime-t-il les malades ?, avec Nicolas Martin, Paris, Anne Carrière, 2004 (prix du MEDEC 2005[6])
- Dictionnaire du judaïsme français depuis 1944, direction d'ouvrage avec Jean Leselbaum, Lormont, Le Bord de l'eau, 2013